# 瑞金站
瑞金站位于江西省赣州市瑞金市象湖镇，是赣龙铁路以及赣龙铁路复线的一座火车站，客货运三等站；在赣龙铁路上距离赣州站130公里。